# 79-о средно училище „Индира Ганди“
79 средно училище „Индира Ганди“ се намира в град София, България.

## История
Основано е на 15 септември 1982 г. като 79 единно средно професионално училище. Година по-късно в училището е създаден първият компютърен клас в страната. През юни 1985 г. са организирани и проведени Празници на детското творчество в рамките на Третата международна детска асамблея „Знаме на мира“ – София’85. Същата година на 11 юли училището приема името на видната индийска политичка Индира Ганди.
Разположено е на улица „Полк. Стоян Топузов“, в ж.к. „Люлин-7“.
Училището разполага с просторни класни стаи, 8 компютърни зали, библиотека, зала за конференции, 2 физкултурни салона, медицински кабинет и др.